# Золота орфічна книга
Золота орфічна книга (болг. Златна орфическа книга) — фракійський золотий артефакт, що складається з 6 переплетених аркушів загальною вагою 100 грам, розміром від 5 до 4,5 см, виготовлених із золота 23,82 карата. Оскільки аркуші з'єднані книжковими зв'язками, книга вважається найстарішим кодексом, що зберігся. Його зміст пов'язаний з орфізмом, який існував у фракійському та елліністичному світі. Ілюстрації жерців, вершника, русалки, арфи та воїнів, а також письмо етруською мовою натякають на процес поховання аристократа, відданого культу орфістів. Книгу, знайдену під час ненавмисного відкриття гробниці під час будівництва каналу в Болгарії. Зберігається у Національному історичному музеї в Софії